# Oostham
Oostham is een dorp in de Belgische provincie Limburg, in de Zuiderkempen, en een deelgemeente van Tessenderlo-Ham.Het was een zelfstandige gemeente tot aan de gemeentelijke herindeling van 1977 en was nadien tot 2024 een deelgemeente van Ham.

## Toponymie
De naam Ham werd voor het eerst vermeld in 784, naar het Germaans hamma, een landtong die in een moerassig gebied inspringt.

## Geschiedenis
Reeds in 698 schonk Pepijn van Herstal, die het land in bezit had, dit aan de Abdij van Sint-Truiden. In 1307 kwam het patronaatsrecht aan de Abdij van Averbode. Van 1372-1834 was er een kasteel, dat ten zuidwesten van het later ontstane dorp Oostham was gelegen.
Dit dorp ontwikkelde zich aan een kruispunt van wegen: de weg van Kwaadmechelen naar Heppen, en die van Olmen naar Beverlo. In het centrum lag een driehoekig dorpsplein, waaraan de kerk zich bevond en nog bevindt. In de 16e eeuw werd vooral vlas en vezelhennep verbouwd, waarvan onder meer visnetten werden vervaardigd.
In de 17e eeuw werden er schapen gehouden en nam de lakennijverheid enige vlucht. In de 19e en 20e eeuw kwam er werkgelegenheid in de omgeving: de chemische industrie (zoals het latere Tessenderlo Chemie), de steenkoolmijn van Beringen en het militaire Kamp van Beverlo. De landelijke bebouwing verdween goeddeels en er ontwikkelde zich lintbebouwing langs de uitvalswegen. Na de Tweede Wereldoorlog werden nieuwe wijken aangelegd, namelijk Wasseven en Generode.

## Demografische ontwikkeling
- Bronnen:NIS, Opm:1831 tot en met 1970=volkstellingen; 1976 = inwoneraantal op 31 december

## Politiek
Oostham had een eigen gemeentebestuur en burgemeester tot de fusie van 1977. Burgemeesters waren:
| Periode | Periode     | Naam burgemeester          |
| ------- | ----------- | -------------------------- |
|         | 1802 – 1803 | Simon Deprovins            |
|         | 1803 – 1816 | Jan Baptiste Van Breugel   |
|         | 1817 – 1825 | Petrus Guillielmus Meeus   |
|         | 1825 – 1829 | Jan Baptiste Van Breugel   |
|         | 1830 – 1834 | Jean François Caels        |
|         | 1835 – 1836 | Henri Theodore Louis Moors |
|         | 1836 – 1841 | Arnold Raeyen              |
|         | 1841 – 1858 | Leon Wouters               |
|         | 1859 – 1861 | Pierre Jean Theunis        |
|         | 1861 – 1881 | Pierre François Cuypers    |

| Periode | Periode     | Naam burgemeester                   |
| ------- | ----------- | ----------------------------------- |
|         | 1885 – 1887 | Joannes Mommen                      |
|         | 1888 – 1899 | Casimir Reusen                      |
|         | 1899 – 1904 | Petrus Joannes Peeters              |
|         | 1904 – 1912 | Emile Cuypers                       |
|         | 1912 – 1921 | Aloïs Dierckxsens                   |
|         | 1921 – ?    | Augustinus Reusen                   |
|         | ...         |                                     |
|         | ? - ?       | Rik Vertessen (oorlogsburgemeester) |
|         | ...         |                                     |
|         | 1952 - 1976 | Frans Oeyen                         |

## Dialect
Het dialect van Oostham rekent men samen met de Beringerlandse dialecten (die onderling nogal variëren) tot de West-Limburgse overgangsdialecten binnen het West-Limburgs. Uit de R.N.D.-enquête voor Oostham komen een aantal Limburgse eigenschappen naar voor die dreigen te verdwijnen. Men hoort er steeds meer en meer een gesproken taal die lijkt op het Kwaadmechels of Tessenderlo's die het oorspronkelijke Oosthams aan het vervangen is of zelfs grotendeels vervangen heeft.

## Bezienswaardigheden
- De Onze-Lieve-Vrouw Geboortekerk, met een toren uit de 10e eeuw, gelegen aan het Heldenplein.
- Het Monumentenpark, op de voormalige begraafplaats, naast de kerk.
- De Oude Pastorie werd gebouwd tussen 1671 en 1680 in Brabantse renaissancestijl. Het is een voorbeeld van de bouw zoals die door de Abdij van Averbode werd gepraktiseerd. De pastorie was - vanwege de toenmalige onveilige situatie ter plaatse - zwaar versterkt met sloten, een geheim kamertje, twee geheime uitgangen en zelfs een schietgat. De Oude Pastorie is een van de merkwaardigste gebouwen in Oostham. Nog vóór 1200 stond een zekere Willem, Heer van Colmont, zijn bezittingen in Oostham af aan de abdij van Averbode. Arnold van Wesemael droeg rond dezelfde tijd zijn hoeve in Kwamol eveneens aan de abdij af. In 1239 werden die schenkingen door paus Gregorius bekrachtigd. Averbode kwam er zo tussen andere machtige grondheren in bezit van eigen goed. In elk geval had de pastorie in de 16e eeuw het uitzicht van een herenhuis. Het was feitelijk een hoeve met afwisselend stenen en lemen muren. In de loop van de 17e eeuw werden aan die pastorie nog herstellingen aangebracht. In 1671 begon onder het pastoorschap van Walterus Meeuws (1660-1682), op kosten van de abdij, de bouw van de huidige pastorie. Dit statige gebouw is gebouwd in Brabantse renaissancestijl. De pastorie is bovendien een geklasseerd gebouw en werd opgenomen in de inventaris van Beschermd Erfgoed Vlaanderen.

## Geboren in Oostham
- Jan Peers (1939-2021), arts en hoogleraar